# Valdemar da Prússia (1868–1879)
Valdemar da Prússia, nascido Joaquim Frederico Ernesto Valdemar (em alemão: Joachim Friedrich Ernst Waldemar von Preußen; Potsdam, 10 de fevereiro de 1868 – Berlim, 27 de março de 1879) foi o sexto filho do Imperador Frederico III da Alemanha com Vitória, Princesa Real do Reino Unido.

## Biografia

### Primeiros anos
Valdemar era o filho preferido da Princesa Real e do seu marido. Era um rapaz cheio de vida, alegre, ruidoso e bem disposto e de uma natureza independente e honesta. Aprendia depressa e a sua mãe achava que era um prazer ensiná-lo. "Valder" tinha o carácter de alguém que se gostava de divertir, assim como um óptimo sentido de humor e adorava animais. Uma vez, durante uma visita à sua avó, a Rainha Vitória, Valdemar soltou o seu crocodilo de estimação no seu escritório para grande choque da rainha idosa. A Princesa Real escreveu que ficaria muito infeliz quando Valdemar fosse para a escola pois "ele é o meu rapazinho". Especula-se que ela gostava mais de Valdemar do que dos seus irmãos mais velhos Guilherme e Henrique.

### Morte
Menos de quatro meses após as mortes da sua tia Alice, Grã-duquesa de Hesse e da prima Maria, Valdemar ficou gravemente doente com difteria e morreu em Berlim, Alemanha a 27 de Março de 1879. Foi enterrado no mausoléu real dos Friedenskirche em Potsdam, perto do altar e do seu irmão mais velho, o Príncipe Segismundo da Prússia. Os seus pais foram lá enterrados mais tarde, não muito longe, no centro do mausoléu por baixo da cúpula.